# يوجين جيمس
يوجين جيمس (بالإنجليزية: Eugene James)‏ هو فارس أمريكي، ولد في 1913 في لويفيل في الولايات المتحدة، وتوفي في 10 يونيو 1933 بسبب غرق.